# زانثات

الصيغة العامة لأملاح وإسترات الزانثات.

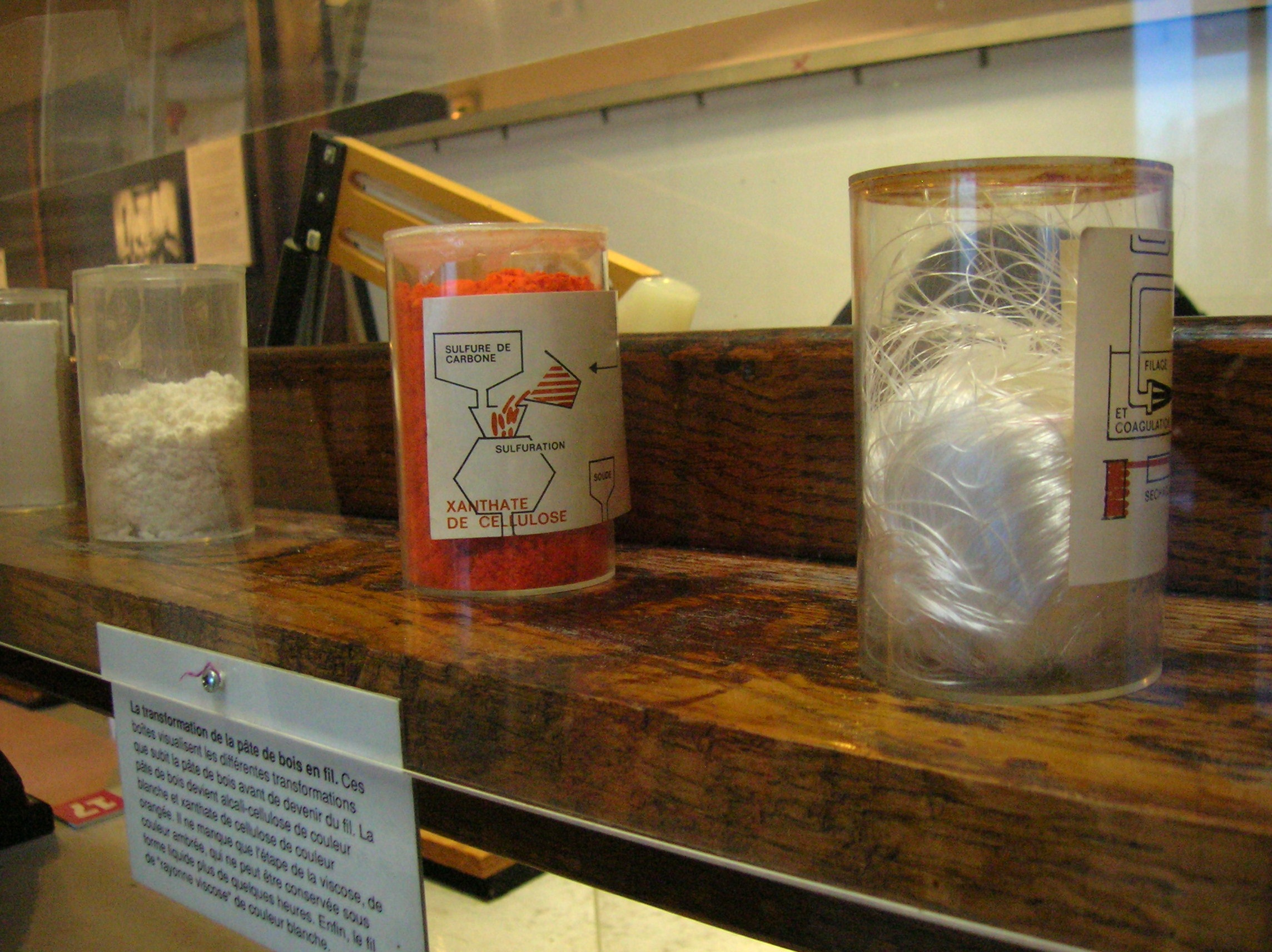
زانثات السليولوز.

الزانثات  في الكيمياء هو ملح صيغته العامة على الشكل +ROCS2−M (حيث R ألكيل وM+ = أيون صوديوم أو بوتاسيوم)، وكذلك لاسترات حمض الزانثيك ′ROC(=S)SR.
تشتق تسمية الزانثات من الإغريقية ξανθός xanthos (زانثوس)، والتي تعني مصفر أو ذهبي اللون، إذ أن أغلب مركبات الزانثات صفراء اللون بالفعل. اكتشفت هذه المركبات لأول مرة سنة 1823 من الكيميائي الدنماركي وليام كريستوفر زايسه.
تعد مركبات الكبريت العضوية هذه ذات أهمية في مجالين، الأول في إنتاج السيلوفان والبوليميرات الشبيهة بهذه البنية والمشتقة من السليولوز؛ والثاني في مجال التعدين من أجل استخراج خامات معينة. كما تستخدم أيضاً في مجال الاصطناع العضوي.

## التحضير
تحضر أملاح الزانثات من تفاعل الألكوكسيدات مع ثنائي كبريتيد الكربون:
{\displaystyle \mathrm {R{-}O^{-}K^{+}\ +\ CS_{2}\longrightarrow \ R{-}O{-}CSS^{-}K^{+}} }
أما استرات الزانثات فتحضّر من ألكلة الأملاح المذكورة:
{\displaystyle \mathrm {R{-}O{-}CSS^{-}K^{+}\ +\ CH_{3}I\longrightarrow \ R{-}O{-}CS{-}S{-}CH_{3}\ +\ KI} }